# 小笠原長弘
小笠原 長弘（おがさわら ながひろ）は、室町時代後期（戦国時代）の武士。石見国邑智郡河本郷（現在の島根県邑智郡川本町）の温湯城を本拠とする国人・石見小笠原氏の第9代当主。

## 生涯
石見小笠原氏第8代当主・小笠原長直の嫡男として生まれる。
寛正2年（1461年）11月13日に父・長直が死去し、その後を継いだ。
文明2年（1470年）と文明8年（1476年）の2度に渡り、石見国邑智郡君谷周辺において佐波秀連と戦う。
長享3年（1489年）2月11日に死去。嫡男の長正が後を継いだ。